# Pierre Janssen
Pierre Janssen (francès: Pierre Jules César Janssen)  (París, 22 de febrer de 1824 - Meudon, 23 de desembre de 1907) fou un astrònom francès, descobridor de l'element químic heli, que el 1868 descobrí com observar prominències solars sense un eclipsi. El 18 d'agost d'aquell mateix any, mentre observava un eclipsi solar a l'Índia, notà una línia groga brillant amb una longitud d'ona de 587,49 nanòmetres a l'espectre de la cromosfera del Sol cosa que indicava l'existència d'un element desconegut. Quan donà a conèixer això el posaren en ridícul car no s'havia detectat cap element a l'espai abans de ser trobat a la Terra. El 20 d'octubre del mateix any, l'astrònom anglès Lockyer també observà la mateixa línia groga a l'espectre solar i conclogué que fou causada per un element químic desconegut, després que sense èxit intentés provar que era un cert tipus d'hidrogen, més tard demostrà que es tractava d'un element nou fins a la data: heli. Un cràter d'impacte lunar duu el seu nom localitzat a 45,4°S, 40,3°E.
Janssen estudià matemàtiques i física a la facultat de ciències. Ensenyà al Lycée Charlemagne l'any 1853 i a l'escola d'arquitectura entre el 1865 i el 1871, però dedicà les seves energies principalment a diverses missions científiques confiades a ell. Així el 1857 anà al Perú per determinar l'equador magnètic; entre el 1861 i el 1862. El 1864, estudià l'absorció tel·lúrica a l'espectre solar a Itàlia i Suïssa; el 1867 realitzà experiments òptics i magnètics a les Açores; observà amb èxit el trànsit de Venus el 1874 al Japó, el 1882 a Orà a Algèria.
Un dels més importants reconeixements a Janssen és que se'l considera descobridor de l'heli el 1868. El 1935 la Unió Astronòmica Internacional decidí en honor seu anomenar Janssen un astroblema lunar.
L'any 1874, Janssen va inventar el Revòlver de Janssen o Revòlver fotogràfic, instrument que va originar la cronofotografía. Posteriorment tal invent va ser de gran ús per a investigadors com Etienne Jules Marey per dur a terme exposicions i invents.

## Expedicions
Participà en una sèrie llarga d'expedicions d'eclipsis solars; Trani (1867), Guntur (1868), Alger (1870), Tailàndia (1875), Illes Carolines (1883), i a Alcossebre (Espanya el 1905).
Per veure l'eclipsi del 1870 de París utilitzà un globus, car aquell eclipsi fou enfosquit per un núvol, tanmateix en el gran eclipsi indi del 1868 demostrà la naturalesa gasosa de les prominències vermelles, i ideà un mètode d'observar-les en condicions ordinàries de la llum del dia. El 1867 rep la Medalla Rumford. Un dels principals objectius de les seves investigacions espectroscòpiques era contestar a la pregunta de si el Sol conté oxigen o no. Un altre era l'eliminació virtual d'oxigen-absorció a l'atmosfera de la Terra, aquest projecte fou establert al cim del Mont Blanc on hi construí un observatori. El 1875 el designaren director del nou observatori astrofísic establert pel govern francès a Meudon. El 1904 publicà un atles amb nombroses imatges solars, l'Atles de fotografies solars, a més del primer volum dels Annales de l'observatoire de Meudon.